# Очосондюпа
Очосондюпа (на африкаанс Otjozondjupa) е един от тринадесетте региона на Намибия. Най-характерната природна забележителност е платото Ватербег, превърнато в природен парк.
Административен център е град Очиваронго. Площта му е 105 460 квадратни километра, а населението – 143 903 души (по преброяване от август 2011 г.).
Градовете Грутфонтейн, Отави, Очиваронго и Окаханджа са във връзка помежду си посредством железопътен транспорт и главен път, минаващ в посока север – юг. Добре развити са и комуникационните системи между тези селища.
Говедовъдството е най-добре развито в районите Окаханджа и Очиваронго. Районите Отави, Грутфонтейн и малка част от Очиваронго представляват житницата на Намибия. Регионът е с потенциал в преработвателната промишленост на продуктите, добити във фермите.
Инфраструктурата е добре развита благодарение на добрата административна политика. Условията на развитие и улеснените възможности за бизнес са солидна база за бъдещо развитие на региона. Това ще доведе до по-нататъшната му икономическа независимост.
- На изток регионът граничи със Северозападната област на Ботсвана.

Вътрешните граници с регионите на Намибия са както следва:
- Омахеке е на югоизток.
- Кхомас е на юг.
- Еронго е на югозапад.
- Кунене е на северозапад.
- Ошикото е на север.
- Окаванго е на североизток.

Очосондюпа е регионът, който има най-много общи граници с региони на Намибия.
Регионът е разделен на седем избирателни окръга:
- Грутфонтейн с 21 595 жители
- Окаханджа с 18 155 жители
- Окакарара с 21 336 жители
- Оматоко с 11 998 жители
- Отави с 11 620 жители
- Очиваронго с 22 614 жители
- Цумкве с 8823 жители